# Florika Fink-Hooijer

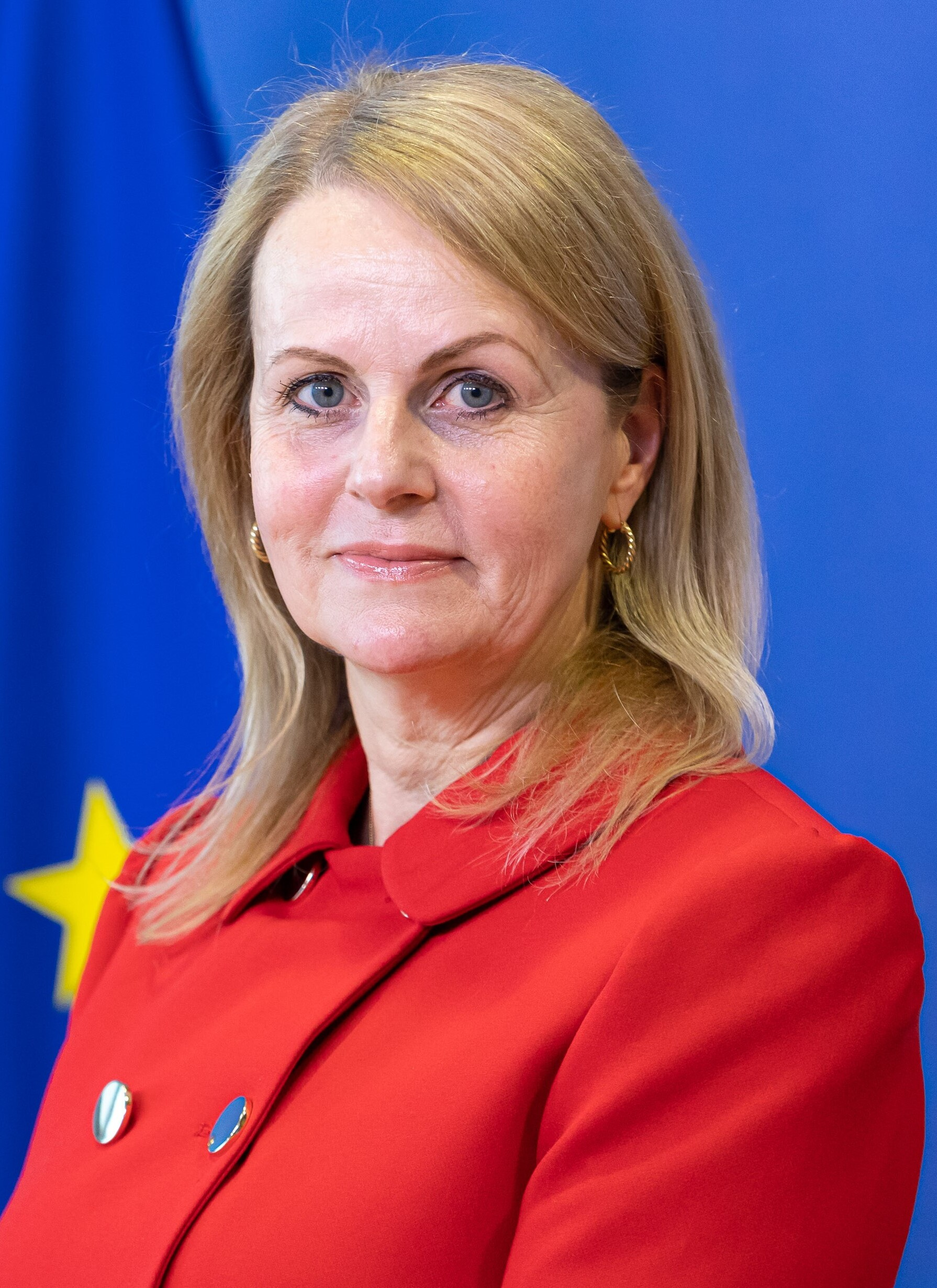
Florika Fink-Hooijer (2022)

Florika Fink-Hooijer (* 16. März 1962 in Darmstadt) ist eine deutsche hochrangige Beamtin der Europäischen Union und Generaldirektorin der Generaldirektion Umwelt (GD Umwelt). Unter ihrer Leitung hat die Generaldirektion eine führende Rolle bei der Förderung der grünen Transformation im Rahmen des Europäischen Green Deal eingenommen.
Florika Fink-Hooijer trat 1990 in den Dienst der Europäischen Kommission ein und bekleidete verschiedene hochrangige und leitende Positionen im Bereich der bilateralen Beziehungen mit Drittstaaten sowie der Außen- und Sicherheitspolitik, der humanitären Hilfe, der Katastrophenvorsorge und des Umweltschutzes.

## Frühes Leben und Ausbildung
Florika Fink-Hooijer wurde 1962 in Darmstadt geboren und wuchs in Berlin auf. Sie ist das zweite von drei Kindern von Bertold Fink, Richter am Bundesverwaltungsgericht, und Margret Fink, geborene Witte, Gewerbeoberstudienrätin.
Fink-Hooijer studierte Rechtswissenschaften an der Rheinischen Friedrich-Wilhelms-Universität Bonn und an der Université de Lausanne. Anschließend erwarb sie einen Master of Laws (LL.M.) in Internationalem und Vergleichendem Recht an der Vrije Universiteit Brussel.
Ihre Promotion absolvierte sie an der Freien Universität Berlin im Urheberrecht, wo sie sich in ihrer Dissertation mit der fristlosen Kündigung im Urhebervertragsrecht beschäftigte.
Vor ihrem Eintritt in die Europäische Kommission arbeitete Fink-Hooijer in Anwaltskanzleien in Berlin und Den Haag.

## Europäische Karriere
Fink-Hooijer begann ihre Laufbahn bei der Europäischen Kommission im Jahr 1990. Zu Beginn ihrer Tätigkeit war sie in den Bereichen Binnenmarkt, Außenpolitik und im Generalsekretariat eingesetzt, wo sie unter anderem umfangreiche Beiträge zur EU-Politik verfasste.

### Kabinett von Monika Wulf-Mathies, 1995–1998
1995 wechselte sie in das Kabinett von Monika Wulf-Mathies, der damaligen EU-Kommissarin für Regionalpolitik. Hier war sie maßgeblich an der Entwicklung der Heranführungsinstrumente im Rahmen der Agenda 2000 beteiligt und verantwortete rechtliche sowie institutionelle Angelegenheiten.

### Kabinett von Frits Bolkestein, 1999–2000
Ab 1999 gehörte Fink-Hooijer dem Kabinett von Kommissar Frits Bolkestein an, der für den Binnenmarkt und Finanzdienstleistungen zuständig war. Sie spielte eine Schlüsselrolle bei der Entwicklung des Europäischen Patentübereinkommens und trieb politische Fortschritte in den Bereichen Urheberrecht, E-Commerce und Datenschutz im digitalen Zeitalter voran.

### Referatsleiterin, 2000–2010
Zwischen 2000 und 2010 bekleidete sie verschiedene leitende Positionen in der Generaldirektion Außenbeziehungen (RELEX), dem Vorläufer des Europäischen Auswärtigen Dienstes (EAD), sowie im Generalsekretariat. Sie war maßgeblich an der Einrichtung der ersten zivilen Krisenbewältigungsmissionen der EU beteiligt und trug zur Schaffung der ersten militärischen Strukturen der EU sowie zur Entwicklung der Gemeinsamen Außen- und Sicherheitspolitik (GASP) und der Europäischen Sicherheits- und Verteidigungspolitik (ESVP) bei. Als EU-Chefunterhändlerin für das Kimberley-Zertifizierungsverfahren zur Bekämpfung des Handels mit Konfliktdiamanten war sie federführend bei der Umsetzung dieses wegweisenden Krisenmanagementinstruments in der EU und weltweit.
Im weiteren Verlauf ihrer Karriere übernahm Fink-Hooijer die Verantwortung für die bilateralen Beziehungen zu Nordost- und Südostasien und trug entscheidend zur Entwicklung des Überwachungs- und Zertifizierungsmechanismus für Bulgarien und Rumänien bei, der später zum EU-weiten Mechanismus zur Sicherung der Rechtsstaatlichkeit weiterentwickelt wurde.

### Leitung des Kabinetts von Vizepräsidentin Kristalina Georgieva, 2010–2012
Im Jahr 2010 wurde sie Kabinettschefin von Vizepräsidentin Kristalina Georgieva, der ersten EU-Kommissarin für internationale Zusammenarbeit, humanitäre Hilfe und Krisenreaktion. Hier spielte sie eine zentrale Rolle bei der Einrichtung des Europäischen Koordinierungszentrums für Notfallmaßnahmen, das die humanitäre Hilfe und den Katastrophenschutz in Krisen- und Katastrophengebieten innerhalb und außerhalb der EU koordiniert. Sie trug ebenso maßgeblich zur Stärkung der EU-Katastrophenschutzmechanismen bei und verbesserte deren Koordination mit der humanitären Hilfe in Krisensituationen.

### Generaldirektion für europäischen Katastrophenschutz und humanitäre Hilfe (DG ECHO), 2012–2016
2012 wurde Fink-Hooijer zur ersten politischen Direktorin der Generaldirektion für europäischen Katastrophenschutz und humanitäre Hilfe ernannt. In dieser Funktion leitete sie Kriseneinsätze wie die Bekämpfung des Ebola-Ausbruchs (2013–2016) und die Reaktion auf maritime Zwischenfälle. Sie trieb die Einführung bargeldbasierter Hilfssysteme voran, förderte geschlechts- und alterssensible Hilfskonzepte und setzte sich für das humanitäre Völkerrecht ein. Zudem etablierte sie ein umfassendes Frühwarnsystem und gründete das erste EU-Katastrophen-Wissenszentrum. Als politische Direktorin förderte sie außerdem die zivil-militärische Zusammenarbeit mit dem Europäischen Auswärtigen Dienst (EAD), um den Schutz der Zivilbevölkerung in Notsituationen zu verbessern.

### Leitung der Generaldirektion Dolmetschen (SCIC), 2016–2020
Im Jahr 2016 wurde Fink-Hooijer Generaldirektorin der Generaldirektion Dolmetschen, dem größten Dolmetschdienst der Welt. Diese arbeitet als einzige nach einem unternehmerischen Modell und ist als kostenpflichtiger Dienstleister für verschiedene EU-Institutionen und -Agenturen tätig ist, mit einem Team aus festangestellten und freiberuflichen Dolmetschern. Unter ihrer Führung wurde das erste Wissenszentrum für Dolmetschen geschaffen, und sie betonte die Notwendigkeit, Dolmetschdienste durch die Integration neuer Technologien und Künstlicher Intelligenz „zukunftssicher“ zu machen. Infolgedessen trieb sie die Digitalisierung der Dolmetschdienste voran, einschließlich der Einführung von Technologien wie automatischer Spracherkennung. Während der COVID-19-Pandemie leitete sie die schnelle Einführung von mehrsprachigen Dolmetschdiensten für hybride Sitzungen über digitale Plattformen ein, was als „Wendepunkt“ in der Dolmetschbranche gilt.

### Leitung der Generaldirektion Umwelt (DG ENV), 2020–2025
Seit 2020 ist Fink-Hooijer Generaldirektorin der Generaldirektion Umwelt. In dieser Position gestaltet sie maßgeblich die transformative Umwelt- und Wirtschaftspolitik im Rahmen des Europäischen Green Deal, insbesondere in den Bereichen Kreislaufwirtschaft, Biodiversität und Nullverschmutzung.
Unter ihrer Führung wurden wichtige Grundlagen für eine grüne Industriepolitik im Binnenmarkt gelegt, etwa durch die Schaffung eines Marktes für Sekundärrohstoffe zur Verringerung der Abhängigkeit von kritischen Rohstoffen. Zudem setzte sie sich für die Verabschiedung innovativer Gesetze wie der Batterieverordnung (in Kraft seit dem 17. August 2023) und der Verordnung zur umweltgerechten Gestaltung nachhaltiger Produkte (in Kraft seit dem 18. Juli 2024) ein.
Angesichts des Zusammenhangs zwischen Klimawandel und Biodiversitätsverlust priorisierte Fink-Hooijer Maßnahmen zur Bekämpfung des Rückgangs der biologischen Vielfalt. Dies führte zur Einführung der ersten Gesetze zur Wiederherstellung der Natur (in Kraft seit dem 18. August 2024) und zur Bodengesundheit (Vorschlag vom 5. Juli 2023) sowie zur bahnbrechenden EU-Verordnung gegen Abholzung (in Kraft seit dem 29. Juni 2023). Sie leitete auch die EU-Verhandlungen zum Globalen Biodiversitätsrahmen von Kunming-Montreal, welcher von der COP15 des Übereinkommens über die biologische Vielfalt im Dezember 2022 angenommen wurde, was ihre Rolle als globale Verfechterin naturbasierter Lösungen und einer nachhaltigen Ressourcenbewirtschaftung weiter stärkt.
In ihrer Funktion als Generaldirektorin für Umwelt verantwortete Fink-Hooijer auch die Überarbeitung der Richtlinie über Umweltkriminalität (in Kraft seit dem 20. Mai 2024), die neue Maßstäbe für den strafrechtlichen Umweltschutz setzt.
Darüber hinaus wurden unter ihrer Führung bahnbrechende Initiativen in den Bereichen Luft, Wasser, Boden und Chemikalien umgesetzt, wie etwa die überarbeitete Richtlinie über Industrie- und Viehhaltungsemissionen (IED 2.0) (in Kraft seit dem 4. August 2024), der Null-Schadstoff-Aktionsplan (verabschiedet am 12. Mai 2021) und die Chemikalienstrategie für Nachhaltigkeit (verabschiedet am 14. Oktober 2020). Diese Maßnahmen bieten regulatorische Planungssicherheit für die Industrie, fördern die Wettbewerbsfähigkeit und unterstützen Investitionen in nachhaltige Technologien.
Fink-Hooijer setzt sich auch weltweit für den Erhalt grüner und blauer Wasserkreisläufe sowie für eine effizientere Wassernutzung ein, was maßgeblich zur Entwicklung einer EU-Agenda für Wasserresilienz beiträgt.
Die Europäische Bürgerbeauftragte rügte im Oktober 2024 einen Missstand in der Verwaltungstätigkeit in der Generaldirektion Umwelt, da diese den Zugang zu Dokumenten verweigerte, die Informationen zur Lobbytätigkeit von Umwelt-NGOs während des Gesetzgebungsprozess Verordnung über die Wiederherstellung der Natur enthielten.

### Generaldirektion für Krisenvorsorge und -reaktion bei gesundheitlichen Notlagen (DG HERA), ab 2025
Seit April 2025 ist Fink-Hooijer Generaldirektorin der EU-Behörde für Krisenvorsorge und -reaktion bei gesundheitlichen Notlagen.

## Privatleben
Sie spricht fließend Deutsch (ihre Muttersprache), Englisch, Niederländisch und Französisch.
Sie ist mit Johannes Jeroen Hooijer verheiratet, ebenfalls Beamter der Europäischen Kommission, und hat drei erwachsene Kinder.